# Les Aventures de Pinocchio
Pour les articles homonymes, voir Pinocchio (homonymie).
Les Aventures de Pinocchio (sous-titré Histoire d'un pantin ; en italien : Le avventure di Pinocchio. Storia di un burattino) est un roman pour enfants écrit en 1881 par le journaliste et écrivain italien, originaire de Toscane, Carlo Lorenzini, plus connu sous son nom de plume : Carlo Collodi (1826–1890). Il met en scène le personnage de Pinocchio, pantin de bois dont le nez s'allonge à chacun de ses mensonges.
Une multitude  d'adaptations a été tirée du conte original : littéraires, théâtrales, chorégraphiques, télévisées, cinématographiques et en bandes dessinées, sans compter les centaines de traductions (il serait le deuxième livre le plus traduit au monde), de versions illustrées ainsi que les mises en musique et en chanson.
Pour les 100 ans de Pinocchio, en 1981, Italo Calvino écrivait : « Il nous est naturel de penser que Pinocchio a toujours existé, on ne s'imagine pas en effet un monde sans Pinocchio. »
Les Aventures de Pinocchio a été le deuxième livre le plus vendu en Italie au XXe siècle avec le tirage de 9 à 10 millions d'exemplaires, derrière la Divine Comédie de Dante Alighieri (11 à 12 millions d'exemplaires).

## Histoire
Geppetto, un pauvre menuisier italien, fabrique par accident dans un morceau de bois à brûler un pantin qui pleure, rit et parle comme un enfant, une marionnette qu’il nomme Pinocchio. Celui-ci lui fait tout de suite des tours et il lui arrive de nombreuses aventures : il rencontre Mangefeu, le montreur de marionnettes, le Chat et le Renard qui l’attaquent et le pendent. C’est la fée qui le sauve. Son nez s’allonge à chaque mensonge. Il part ensuite avec son ami Lumignon pour le Pays des jouets, et ils sont transformés tous les deux en baudets. Il est ensuite jeté à la mer et avalé par un requin dans le ventre duquel il retrouve Geppetto. Finalement il se met à travailler et à étudier et il se réveille un beau jour transformé en véritable petit garçon en chair et en os.

## Influence culturelle
De ce conte sont nés des lieux communs universels qui sont passés dans le langage courant et que l’on dit aux enfants comme : « ton nez va s’allonger si tu mens » ou « tes oreilles vont pousser comme des oreilles d’âne si tu travailles mal à l’école »[réf. nécessaire].

### Carlo Collodi
Le « papa » et l'auteur de Pinocchio est le journaliste polémiste et écrivain pédagogue Carlo Collodi. Son roman Les Aventures de Pinocchio, dont l'idée originale et les premières pré-publications datent de 1881, l'a rendu célèbre dans le monde entier. Il est un des représentants d'une littérature de bons sentiments affichée par la petite bourgeoisie italienne de la fin du XIXe siècle. Il a développé dans cette œuvre, au travers du héros rebelle de son histoire, les vertus morales d'une Italie rurale laïcisée (Collodi n'a pas fait place à la religion dans ce roman) avec des valeurs comme la famille, l'école, le travail et l'amour du métier.
Collodi définissait lui-même Pinocchio comme une « gaminerie ». Au plan du genre littéraire, certains critiques voient ce roman comme un véritable roman picaresque qui manie notamment l'humour et le rire. Pinocchio est reconnu par la critique comme un classique de la littérature italienne du XIXe siècle et qui à ce titre s'adresse non seulement aux enfants mais également aux adultes.

### La Toscane
À partir du XIVe siècle, si chaque région italienne parle son propre dialecte, c'est le toscan de Florence qui devient l'italien écrit standard, étant donné l'importance de sa littérature (Dante, Pétrarque, Boccace) et le fait que beaucoup de membres de la cour pontificale venaient de cette région. Toutefois, encore au XIXe siècle l'italien standard était une langue essentiellement écrite et conservative, tandis que le toscan parlé en Toscane avait évolué différemment, finissant par devenir un autre des dialectes italiens, bien que proche de la langue standard.
Le grand succès de Pinocchio, écrit par Collodi dans un italien simple, vif et savoureux, facile à comprendre bien que riche en expressions toscanes, contribua aux XIXe et XXe siècles à diffuser une langue commune chez les enfants de toute l'Italie. Cependant, des expressions toscanes utilisées par Collodi n'ont guère survécu : le « Paese dei Balocchi » (Pays des Joujoux) n'est désormais plus qu'un toponyme qui désigne ce lieu imaginaire, car le mot toscan balocco (jouet), encore vivant à l'époque de Collodi, a été définitivement remplacé en italien par giocattolo, d'origine vénitienne.

## Traductions depuis l'italien
Les Aventures de Pinocchio sont mondialement connues. Elles auraient été traduites dans environ 240 langues et dialectes (environ 250 langues pour Le Petit Prince de Saint-Exupéry à titre de comparaison) dont le français, l'anglais, l'espéranto, l'espagnol, etc.
Pinocchio aurait été traduit dans plus de 25 dialectes italiens, du piémontais au sicilien en passant par le napolitain et le génois. Il a également été traduit en latin, langue dans laquelle il se nomme Pinoculus.
Une adaptation importante de Pinocchio se trouve être sa version russe : Bouratino (russe : Буратино), écrite par Alexis Nikolaïevitch Tolstoï en 1936. Cette version particulièrement populaire en Union soviétique a donné lieu à plusieurs adaptations cinématographiques.

## Adaptations

### Adaptations littéraires
Les adaptations de Pinocchio que les Italiens appellent d'un terme un peu péjoratif Pinocchiate sont les œuvres dérivées, les éditions réduites pour les petits, les livres-jeux, les « pop-up », les remaniements, les parodies, les réécritures, les versions « d’après Collodi… », « raconté par... » et en général toutes les transpositions de Pinocchio c’est-à-dire, en fait, une majorité de la production livresque des Pinocchio.

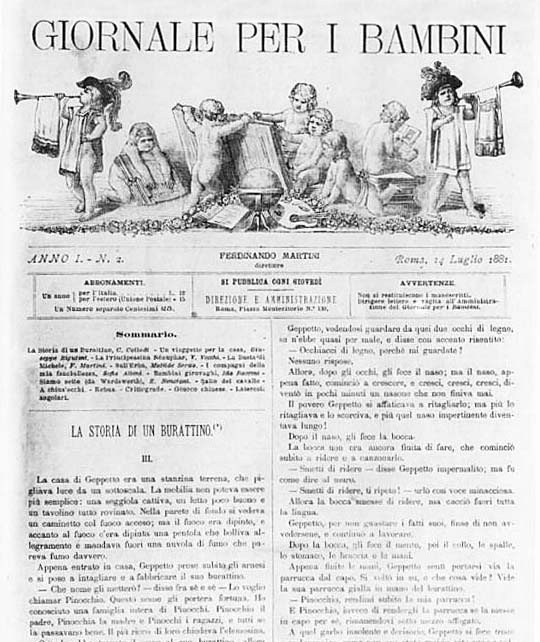
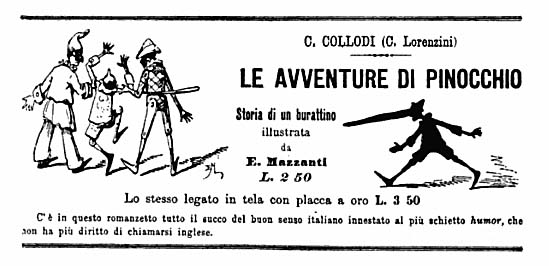

### Au cinéma et à la télévision

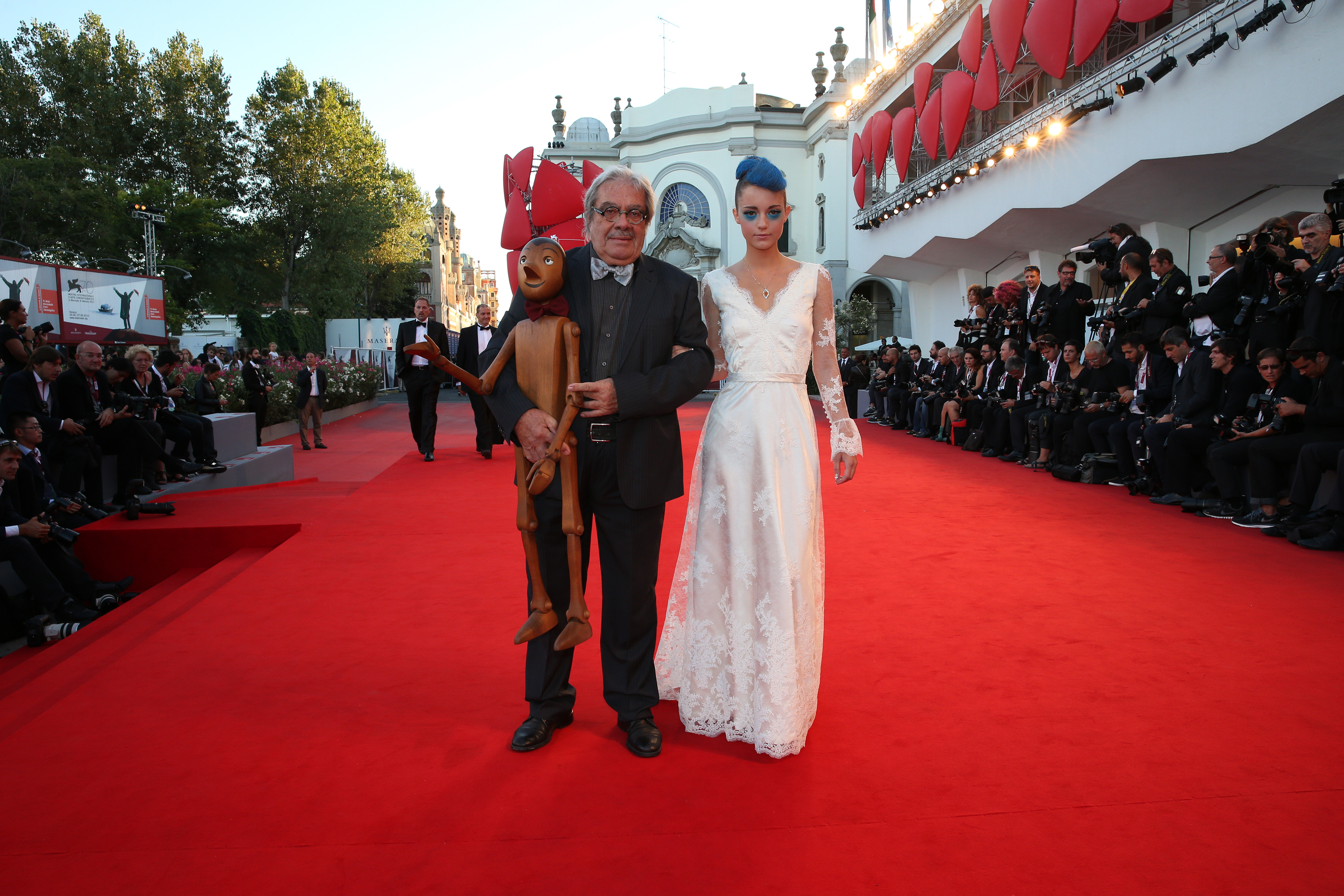
Mise à l'honneur de Pinocchio pour son anniversaire le 2 septembre 2013 à la Mostra de Venise

Les adaptations de Pinocchio au cinéma et à la télévision sont nombreuses. La notoriété de certains films est telle (c'est le cas, par exemple, du long-métrage d'animation de Walt Disney) que le grand public en a fait un standard mieux connu que l'œuvre écrite originale.

### Au théâtre
- Pinocchio. Mise en scène : Bruno Boeglin. Coproduction : Centre Dramatique National des Alpes Grenoble, Espace Malraux Scène Nationale Chambéry Savoie, Novothéâtre, Odéon – Théâtre de l'Europe, Théâtre des Célestins de Lyon. Spectacle créé le 12 janvier 1999 à Chambéry.
- Pinocchio (2004). Mise en scène par Pascal Antonini en Île-de-France d'après la nouvelle adaptation de Lee Hall, également le scénariste du film Billy Elliot.
- Pinocchio (2008). Écrit et mis en scène par Joël Pommerat. Le Centre Régional de Documentation Pédagogique de Paris en collaboration avec l'Odéon-Théâtre de l'Europe (Paris) a réalisé un dossier pédagogique sur cette mise en scène, disponible sur le site de la collection Pièce (dé)montée.
- Un Pinocchio de moins ! Compagnie des Dramaticules, adaptation et mise en scène Jérémie Le Louët. Création en janvier 2009 au Théâtre Romain Rolland de Villejuif.
- Pinocchio (2011). Mise en scène par Thierry Crozat et Frédéric Ozier; produit par les ArtPenteurs et la Compagnie Pied de Biche (Suisse), avec le soutien de l'état de Vaud, la ville de Lausanne, la loterie romande, le pour-cent culturel Migros et diverses fondations privées. Adaptation de Jean-Claude Blanc.
- Les aventures de Pinocchio (2012). Mise en scène par Abdel El Asri, produit par les Baladins du Miroir. Mise en espace de Diego Lopez Saez. Musique originale de Grégory Vandamme et Thomas Vegenoni.
- Pinocchio, le spectacle musical[10] (2013). Écrit et mis en scène par Marie-Jo Zarb[11]. Musique originale de Moria Némo. Chorégraphie d'Aurélie Badol. Scénographie de Caroline Villette. Au théâtre de Paris et en tournée en France. Avec Pablo Villafranca, Nuno Resende, Sophie Delmas.
- Pinocchio (2013) Repris par le directeur artistique de l'Opéra du Rhin, Ivan Cavalleri et par l'œuvre musicale d'Enrico Melozzi par l'orchestre symphonique de Mulhouse.
- Pinocchio (2014). Mise en scène Stephen Shank d'après l'adaptation de Patrick de Longrée. Dans le cadre des ruines de l'abbaye de Villers-la-Ville, lors de l'été théâtral de Villers-la-Ville.

### En bande dessinée
- Woody Woodstock, héros de la bande dessinée Gueule de bois, n'est autre que Pinocchio, adulte, se retrouvant confronté à des créatures surnaturelles au cours de ses aventures.
- Pinocchio de Winshluss retrace une version plus sombre de l'histoire du petit pantin.

### Jouet ou objet de décoration
- Des pantins de bois, jouets pour les enfants ou pour la décoration, sont fabriqués en Italie par des artisans italiens.
- L’Isola di Pinocchio sur Marionnettes in Venice, fabricant artisanal par tournage de Pinocchio en hêtre, bouleau, charme, aulne, peints et vernis à la main. Outre le marché intérieur italien, exporte ses classiques pantins de différentes tailles (de quelques centimètres à plus de deux mètres) au Canada, USA, Japon, Allemagne, France et Espagne.
- Des Pinocchio sous forme de véritables marionnettes à fils entièrement faites à la main dans un vieux quartier de Venise par une entreprise familiale. De 40 à 60 centimètres de hauteur, manœuvrables avec une croix en bois à huit fils, les corps sont en bois et les mains, pieds et têtes en pâte à bois peinte et décorée à la main, les habits et costumes sont faits selon la tradition des costumes vénitiens de carnaval.
- Carlo Chiostri l'illustrateur légendaire de Pinocchio dixit Federico Fellini.

Pinocchio de bois, Florence.
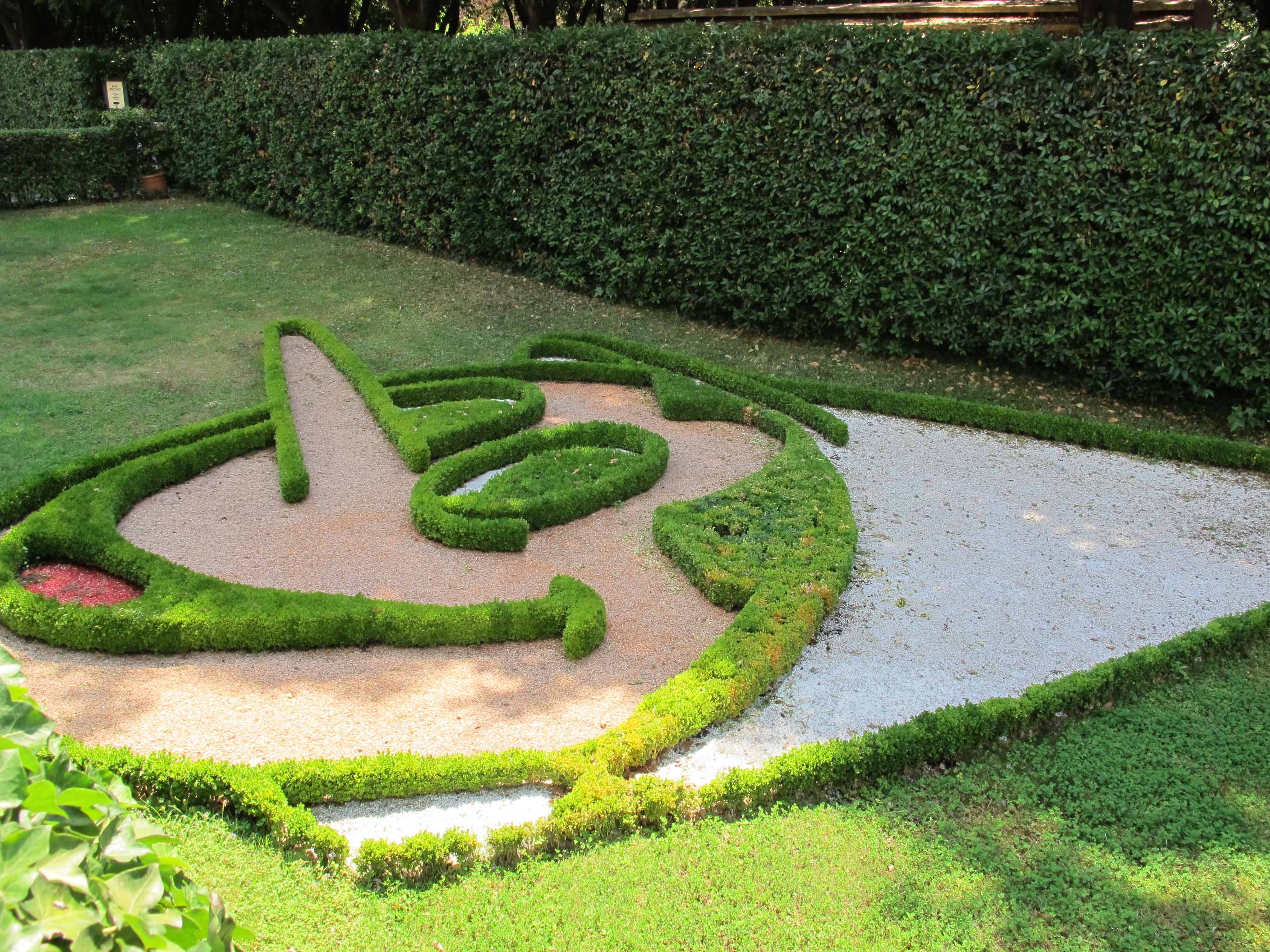
Parc Pinocchio, Collodi Pescia.
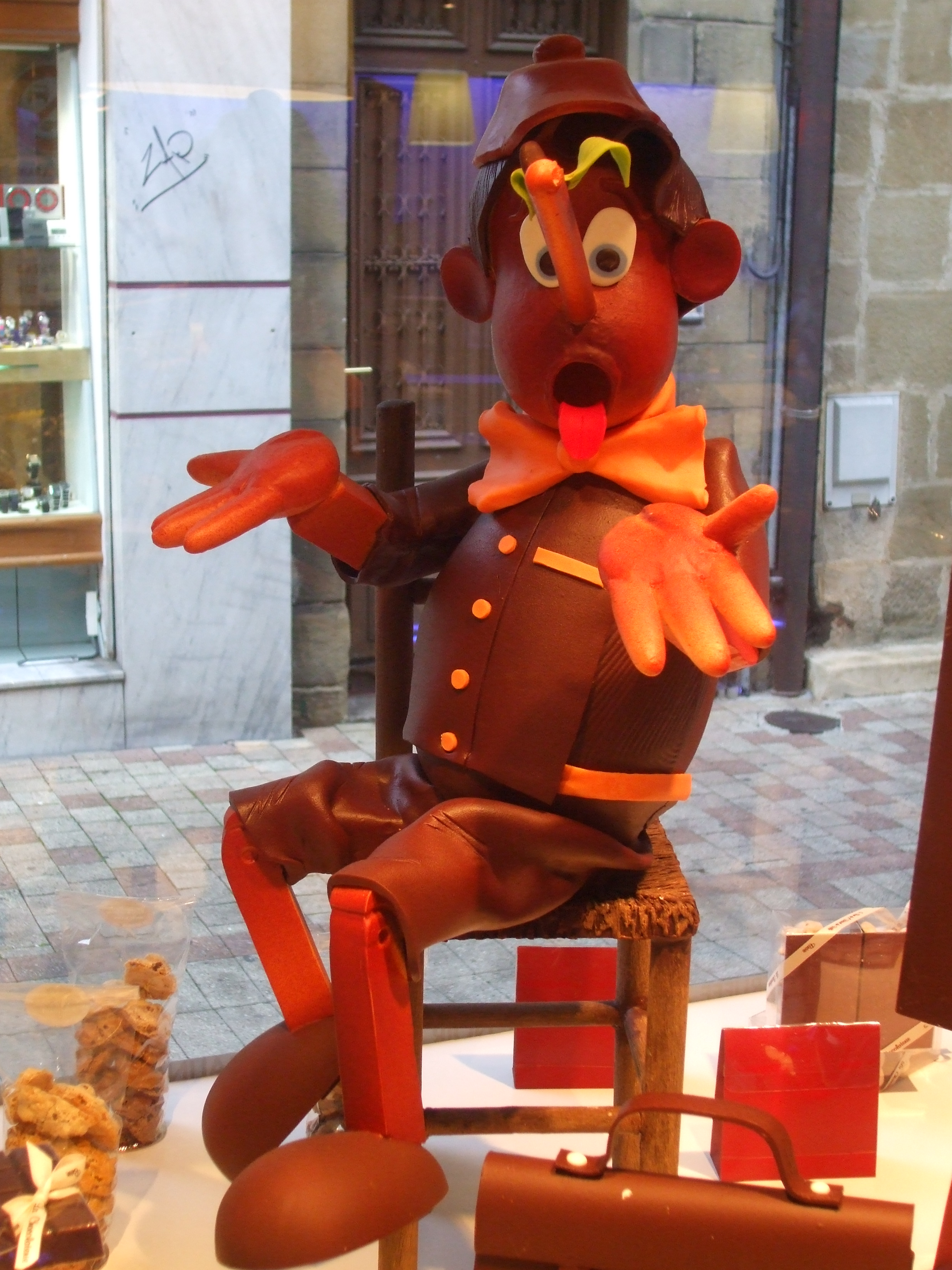
Pinocchio en chocolat, Brive-la-Gaillarde.
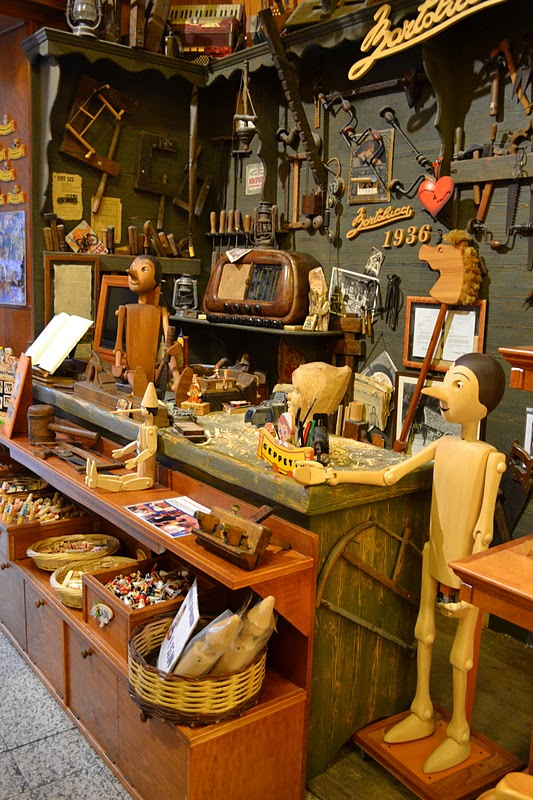
Pinocchio dans un magasin de jouets à Rome.

### Adaptation en édition numérique
Il existe aussi de nombreuses adaptations de Pinocchio sur supports numériques (livres électroniques, tablettes tactiles, smartphones).
- AvatarBook Pinocchio, JDF, 2011
- Pinocchio !, appicadabra, 2011 (lire en ligne)
- Ivan Trotter, Pinocchio, 2011, Livre, Jeu de Mémoire, Puzzle
- Pinocchio storybook, Samsung Publishing, 2011

### Philatélie
Pinocchio a fait l'objet de l'émission de timbres poste.

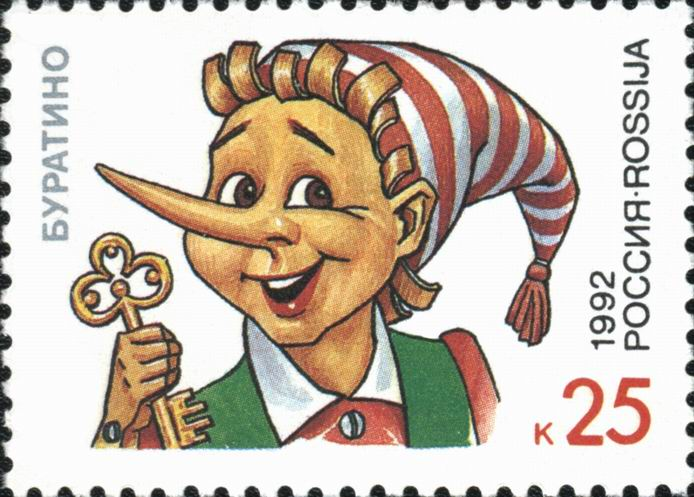
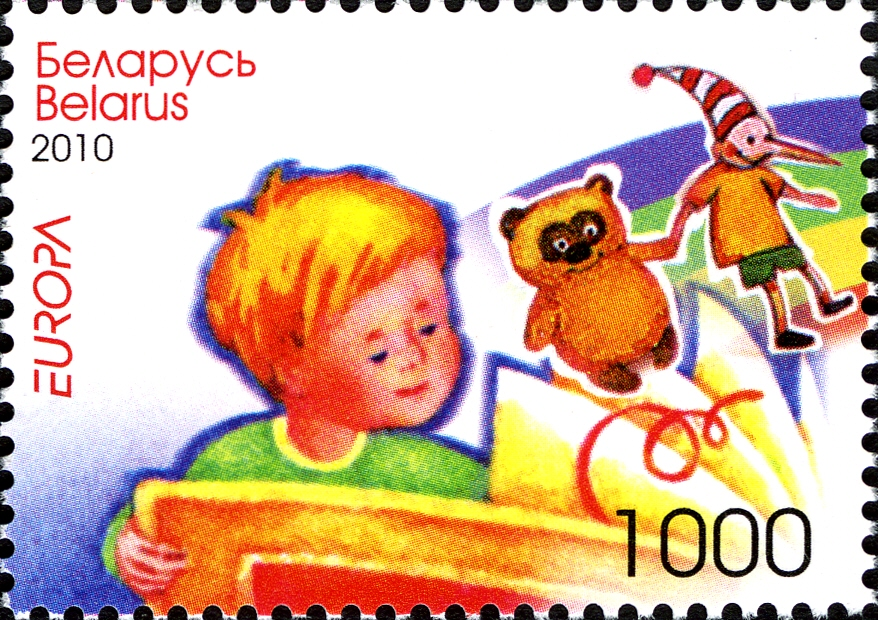

### Jeux vidéo
Même s'il ne cite jamais explicitement le nom de Pinocchio, le jeu vidéo Lies of P s'inspire très fortement de l’œuvre de Carlo Collodi. On y suit les aventures de P, marionnette fabriquée par un certain Geppetto, explorant la ville de Krat en proie au chaos et à la folie à la suite d'un dysfonctionnement global des marionnettes peuplant la ville. P, mué durant tout le jeu, sera accompagné le long de son aventure de Gemini, lui servant de guide, tout comme le grillon Jiminy Cricket pouvait l'être pour le Pinocchio de chez Disney. La notion de mensonges prend une place importante dans le jeu au travers de choix que devra faire P. Dans cet univers, il semble être la seule marionnette capable de mentir, caractéristique propre aux êtres humains. Le nombre de mensonges affectera le physique du personnage ainsi que la fin du jeu. Il sera également possible de trouver un tableau représentant le fils de Geppetto, dont le nez s'allonge en fonction du nombre de mensonges.

## Autour de l'œuvre

### Documentaires, émissions télévisées et radiophoniques
- Quilici Folco, Pinocchio, histoire d'un pantin, France, ARTE, ExNihilo, RAI, Avro, 2002, documentaire (52 min)
- Pinocchio, ARTE, 24 décembre 2002, émission de télévision
- Zingoni Andrea, Pinocchio, RTSI – Radio Télévision Suisse de langue Italienne; il Circo Rilassa, 26 novembre 2001, émission de télévision
- (it) Pinocchio Sono Io — Vingt personnalités italiennes lisent et commentent Collodi, IT, RAI, émission de télévision
- (it) Pinocchio — Le Mensonge à grandes enjambées, IT, RAI, émission de télévision

### Rencontres-Colloques-Conférences
Rencontres organisées à Pescia par la Fondation Nationale Carlo Collodi :
- (it) Études collodiennes : Rencontres internationales du 5 au 7 octobre 1974 [« Studi collodiani »], 1976, 646 p.;
- (it) Pinocchio aujourd’hui : Rencontres pédagogiques du 30 septembre au 1er octobre 1978 [« Pinocchio oggi »], 1980, 303 p.;
- (it) La symbologie de Pinocchio : Rencontres des 24 et 25 mai 1980 [« La simbologia di Pinocchio »];
- (it) Pinocchio intime et publique : Folkloristes italiens du temps de Collodi [« Interni e dintorni del Pinocchio »], 1986, 309 p.;
- (it) Pinocchio avec les pantins : Rencontres des 27 et 28 mars 1987 [« Pinocchio fra i burattini »], 1993, 209 p.;
- Jean Perrot, Pinocchio entre texte et image, Paris, Bibliothèque Nationale de France, Institut International Charles Perrault et Union française du film pour l'enfance et la jeunesse (Uffej), 7 au 9 mars 2002, colloque;
- (it) Le tour de Pinocchio en deux journées [« Il giro di Pinocchio in due giornate »], Pise, IT, École Normale Supérieure, 1er et 2 octobre 2004, Rencontres internationales d’études;
- Mario Verger, Un burattino di nome Pinocchio[13].

### Pédagogie: Pinocchio et l'enseignement
Les Aventures de Pinocchio sont un thème pour l'enseignement aussi bien primaire, secondaire que supérieur et notamment au niveau européen entre l'Italie patrie de Pinocchio et les autres pays européens pour ce qui concerne principalement les domaines des langues et traductions et de la littérature pour l'enfance et la jeunesse.

### Livres de Pinocchio: Collectionneurs et bibliophiles
La recherche d'éditions de Pinocchio en bon état peut être un travail ardu si l'on considère le fait que les principaux destinataires des livres pour la jeunesse sont justement de jeunes enfants, c'est-à-dire des lecteurs pas toujours attentifs à la bonne conservation des livres. Nombreux sont donc les exemplaires anciens qui en portent les stigmates plutôt visibles : gribouillage, déchirures, coloriage et même découpage des illustrations. C'est pourquoi des exemplaires de plus de cent ans par exemple, en bon état de conservation, sont des raretés bibliographiques qui valent très cher.
Les Pinocchio sont le plus souvent des livres illustrés. La valeur des livres dépend donc pour une bonne part des illustrations et de leurs auteurs. Le nombre de dessinateurs ayant illustré Pinocchio serait de plus de 700 de par le monde. Il y a donc pour les collectionneurs un large éventail de possibilités.
Pinocchio est d'abord paru en feuilleton dans un hebdomadaire pour enfants : Le giornale per i bambini. La conservation des journaux, surtout quand il s'agit de journaux d'enfants, se révélant encore plus aléatoire que celle des livres, des exemplaires originaux d'époque (1881-1883) sont des raretés absolues que l'on ne peut voir pratiquement que dans les bibliothèques.

### Astronomie
L'astéroïde (12927) Pinocchio a été nommé en son honneur.